# Поломське торфопідприємство
ВАТ «Поло́мське то́рфопідприє́мство» (рос. ОАО «Поломское торфопредприятие») — підприємство гірничої промисловості (торфова промисловість), що займається видобутком торфу та виробництвом фрезерного торфу. Розташоване в селі Поломське Кезького району Удмуртії, Росія. Підприємство є філіалом ВАТ «Удмуртторф». Входить до реєстру «Всеросійська книга пошани».
Торфопідприємство було засноване в 1949 році на Тугалудському родовищі торфу. Біля нього виросло селище Поломське, за 5 км на південний схід від села Полом. В перший сезон було видобуто 6 тис. тон брикетованого торфу. З 1953 року він видобувався та перевозився по вузькоколійній залізниці до станції Зілай, де перевантажувався у ширококолійні вагони. Підприємство займалось видобутком та агломерацією торфу також і з сусідніх тторфомасивів — Ключовки та Максимовки.
У 2004 році на підприємстві було встановлено устаткування з виробництва торфогумінових гранульованих добрив, виробництво яких має проектну потужність 2 тис. тон за рік.

## Контакти
- Адреса — 427567, Удмуртська Республіка, Кезький район, село Поломське, вулиця Радянська, 16